# Zun-Toriej
Zun-Toriej (ros.: Зун-Торей) – słone jezioro bezodpływowe w azjatyckiej części Rosji, w południowej części Kraju Zabajkalskiego, przy granicy z Mongolią. 
Leży na wysokości 596 m n.p.m. i jest połączone poprzez przepływ (ros. Утичья, Uticzja) z sąsiednim jeziorem Barun-Toriej. Wielkość jego powierzchni jest zmienna; przy wysokim stanie wody wynosi do ok. 300 km². Głębokość maksymalna wynosi 7 m. W okresie niewielkich opadów wysycha prawie całkowicie.
Leży na terytorium Daurskiego Rezerwatu Biosfery.